# 타크마우
타크마우(크메르어: ក្រុងតាខ្មៅ)는 캄보디아 중부에 위치한 도시로 칸달 주의 주도이며 인구는 195,898명(2008년 기준)이다. 도시 이름은 크메르어로 "흑인 할아버지"를 뜻한다. 캄보디아의 수도인 프놈펜에서 남쪽으로 11km 정도 떨어진 곳에 위치한다.